# Stätte der mittleren Hauptstadt der Liao-Dynastie
Die Stätte der mittleren Hauptstadt der Liao-Dynastie oder Kitan-Dynastie (chinesisch 辽中京遗址, Pinyin Liáo zhōngjīng yízhǐ) liegt im Kreis Ningcheng der bezirksfreien Stadt Chifeng (Ulanhad) in der Inneren Mongolei, Volksrepublik China.
Sie war eine der fünf Hauptstädte der Liao-Dynastie und steht seit 1961 auf der Liste der Denkmäler der Volksrepublik China (1-160).
In der Gemeinde Tiejiangyingzi (铁匠营子乡) im selben Kreis befindet sich das Museum der mittleren Hauptstadt der Liao-Dynastie (辽中京博物馆,  Liao zhongjing bowuguan).
Koordinaten: 41° 34′ 11″ N, 119° 9′ 20″ O